# Imamzadeh Syed Hamza
L'Imamzadeh Syed Hamza ou Baqmazar  en persan : امامزاده سید حمزه (کاشمر))                                                         est le nom de la plus ancienne mosquée de Kachmar en Iran oriental. Elle abrite la tombe attribuée à Hamza bin Hamza Moussa al-Kazim, entourée d'un jardin  et d'un cimetière formant un ensemble fort honoré par les chiites Elle date de la période Séfévides et a été enregistré dans la liste des monuments nationaux d'Iran le 10 mars 1382 de l'Hégire sous le numéro 8738 ,.

## Structure
La mosquée est dominée par un grand dôme couvert de tuiles bleu-vert. Le porche est garni de miroirs. Il est encadré par deux minarets et précédé de trois arcades et d'un plan d'eau. Le complexe des jardins a une superficie de huit hectares environ, au sein desquels dominent de vieux cèdres. L'imamzadeh est situé au centre-ville sur une haute plate-forme dallée. Le bâtiment actuel a été rénové. la plupart des modifications apportées datent des années de l'Hégire 1354 à 1356. Les matérieux utilisés pour cette restauration sont de grands carreaux de marbre et des carreaux émaillés.
L'intérieur de la tombe est réalisé suivant une inspiration Āina-kāri (en) utilisant des miroirs assemblés de manière géométrique.

## Galerieه

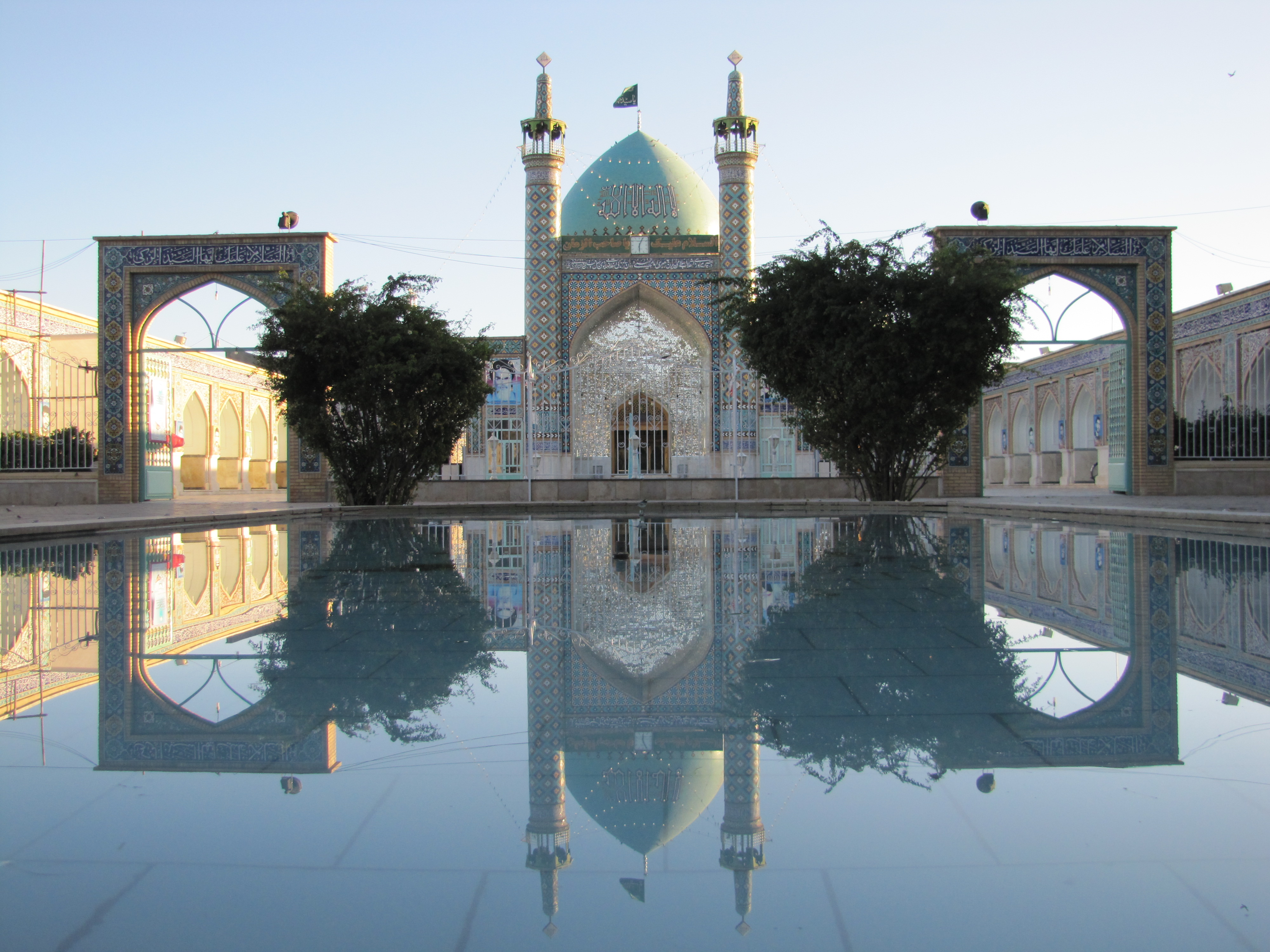
façade.
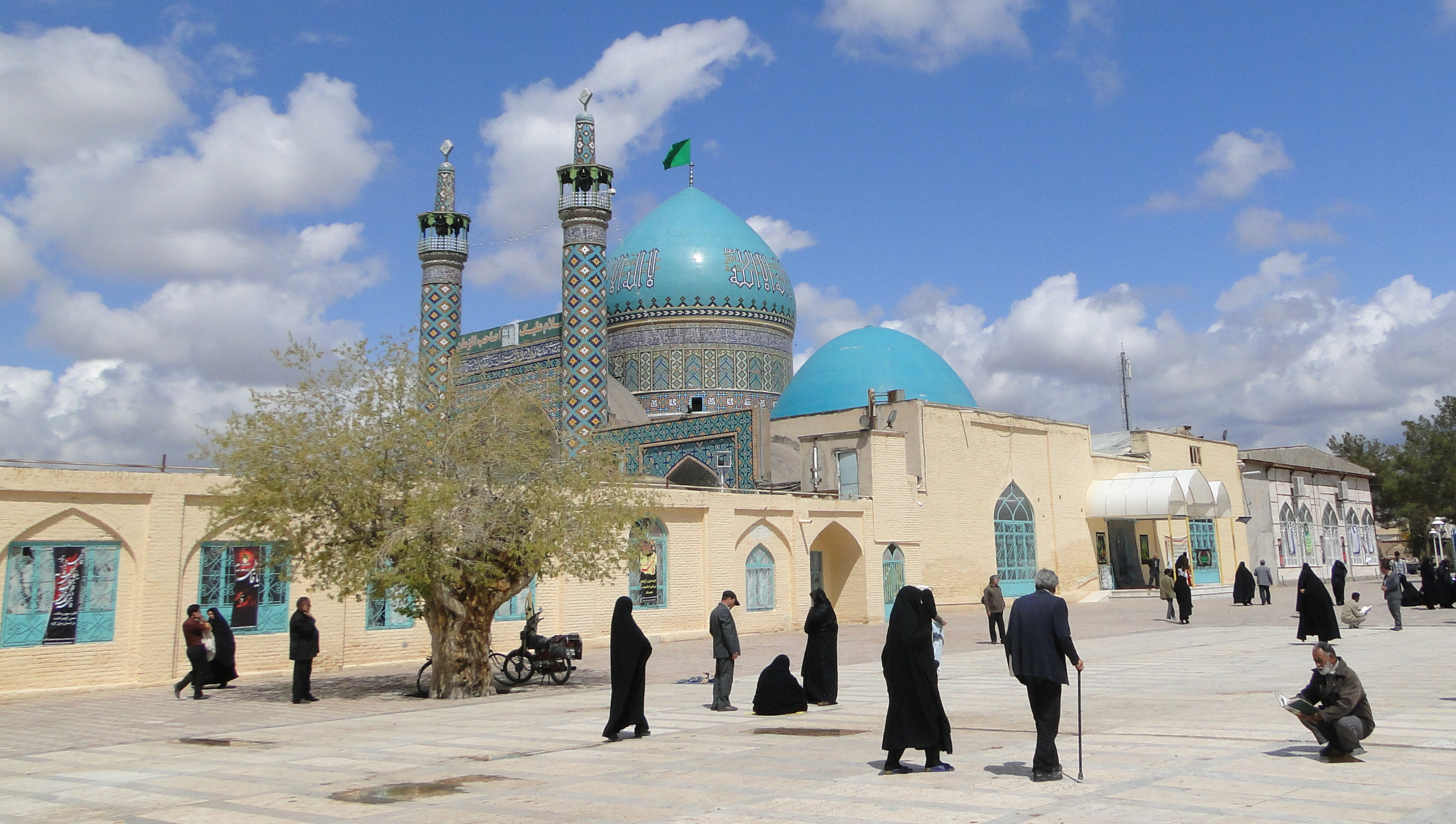
vue latérale Baghmazar
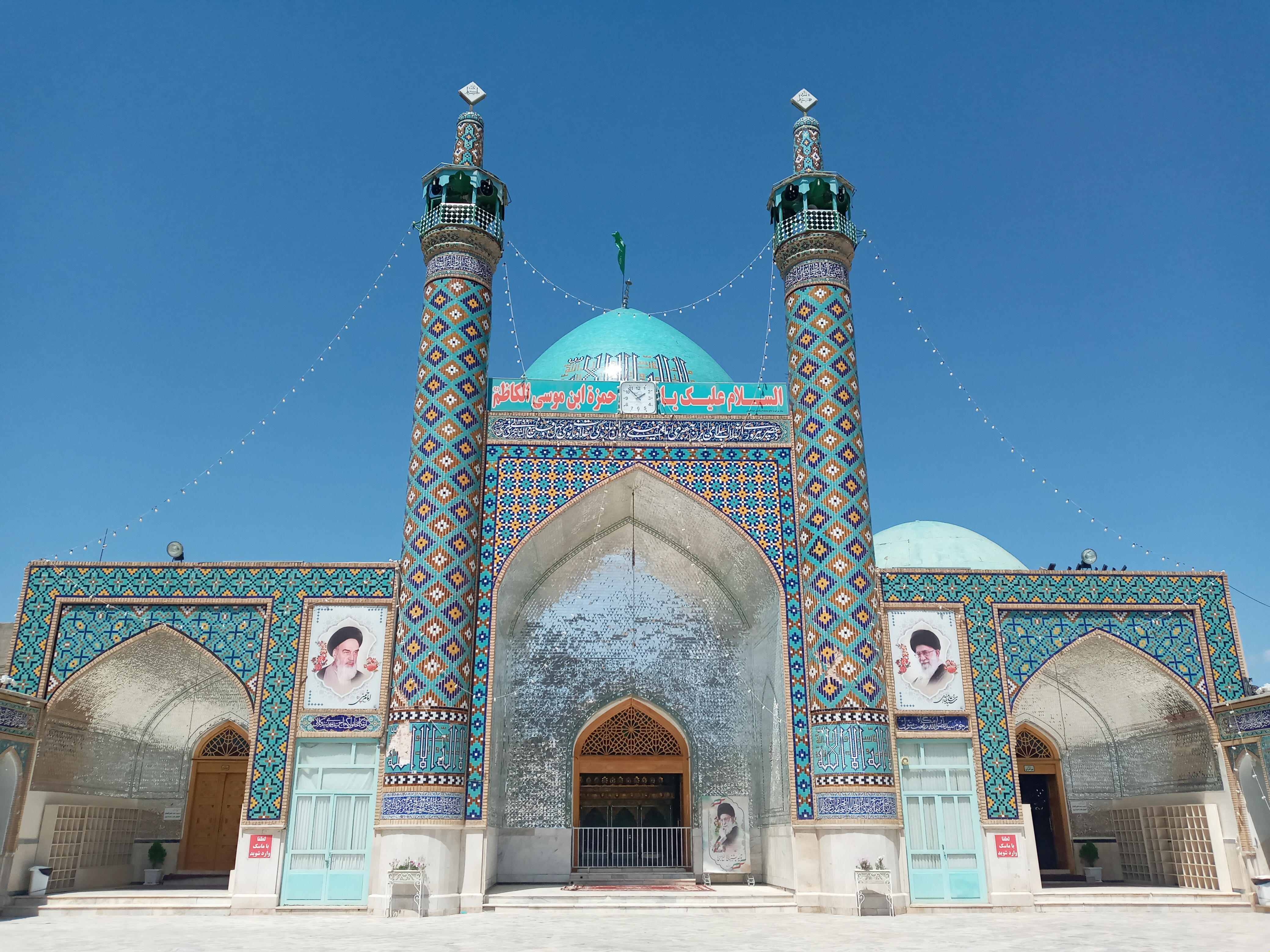
façade.
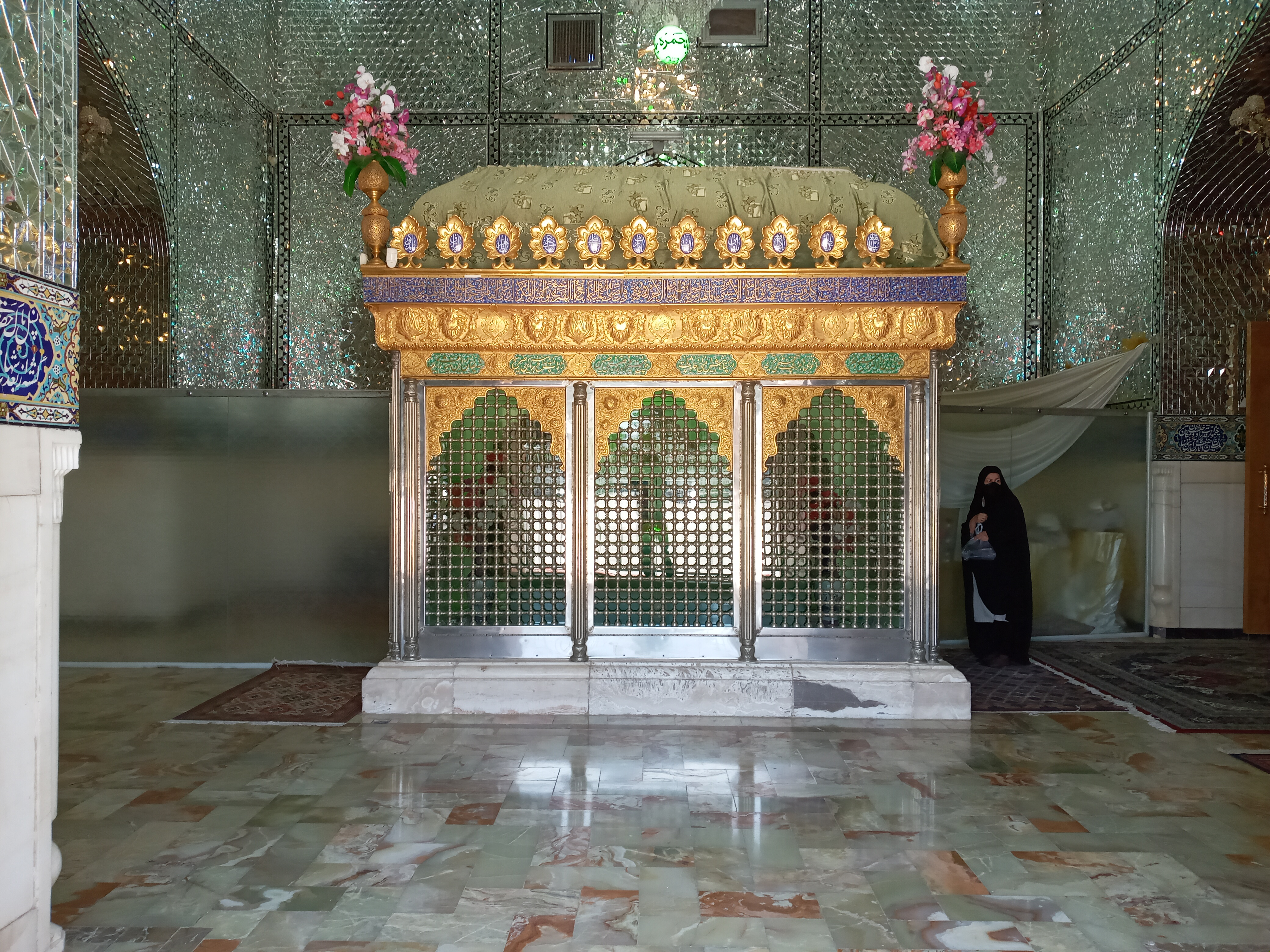
intérieur de la tombe.
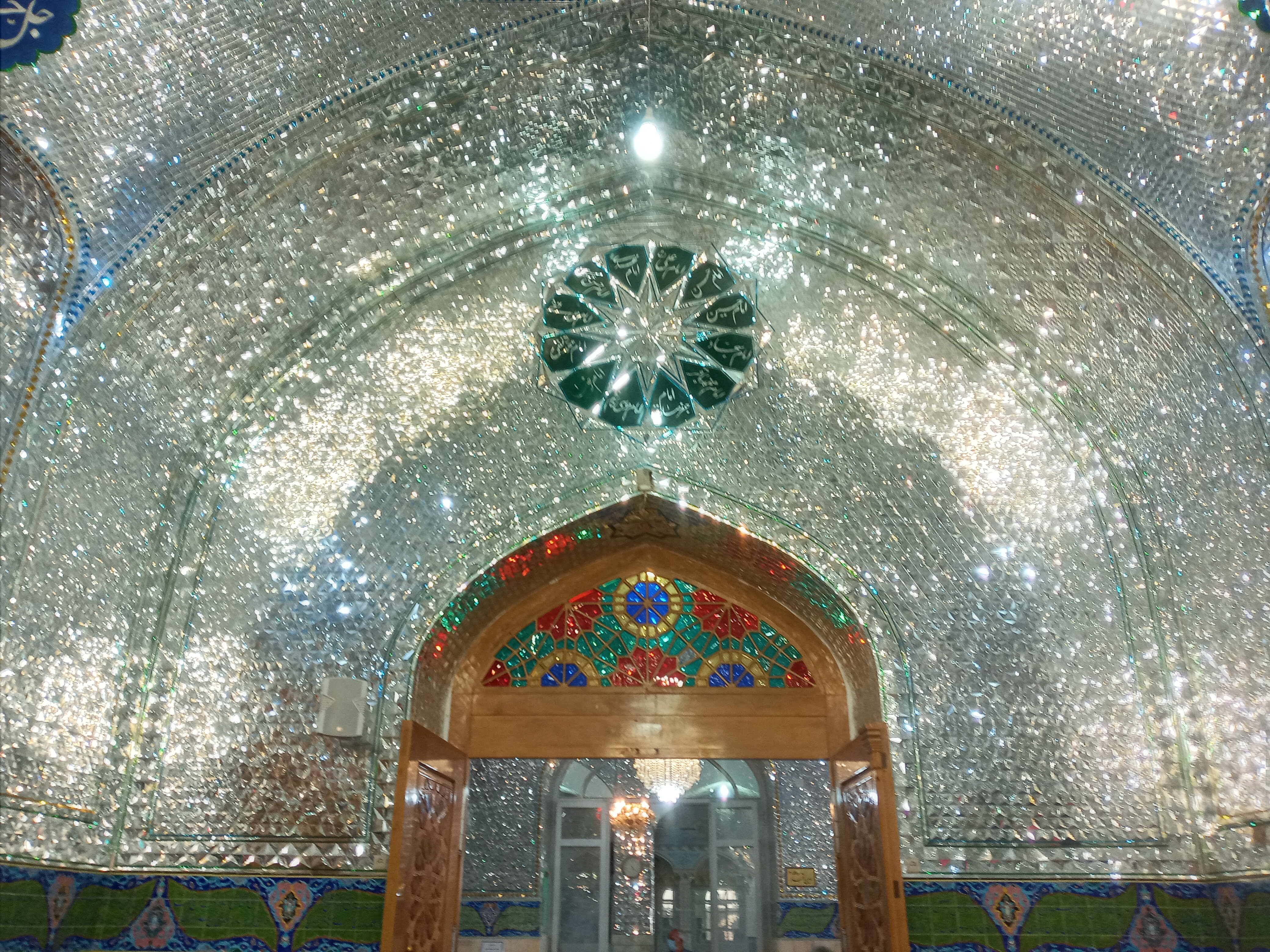
intérieur de la tombe.